# Amy Studt
Amy Jane Studt (Londra, 22 marzo 1986) è una cantautrice britannica.

## Discografia
Album studio
- 2003 - False Smiles
- 2008 - My Paper Made Men

Singoli
- 2002 - Just a Little Girl
- 2003 - Misfit
- 2003 - Under the Thumb
- 2004 - All I Wanna Do
- 2007 - Furniture
- 2008 - Chasing the Light
- 2009 - Nice Boys